# Добрана (Горж)
Добрана (рум. Dobrana) насеље је у Румунији у округу Горж у општини Пригорија. Oпштина се налази на надморској висини од 283 m.

## Становништво
Према подацима из 2002. године у насељу је живело 321 становника, од којих су сви румунске националности.